# Буначиу, Аврам
Авра́м Буна́чиу (рум. Avram Bunaciu; 11 ноября 1909, Гурба, Арад, Королевство Румыния — 28 апреля 1983, Бухарест, Социалистическая Республика Румыния) — румынский государственный деятель, министр иностранных дел Социалистической Республики Румыния (1958—1961).

## Биография
Получил высшее юридическое образование, работал адвокатом, был соратником Иона Георге Маурера, с которым в судах защищал коммунистов, впоследствии сблизился с будущим лидером социалистической Румынии Георге Георгиу-Дежем.
Став после окончания Второй мировой войны в июне 1945 года одним из главных прокуроров на процессах против военных преступников, он являлся обвинителем на судебных заседаниях в Клуже, в ходе которых были осуждены представители венгерских властей и их пособников в Северной Трансильвании.
- 1946—1947 годы — генеральный секретарь министерства внутренних дел,
- 1948—1949 годы — министр юстиции,
- 1949—1950 годы — председатель комитета государственного контроля,
- 1952—1954 годы — первый заместитель министра иностранных дел,
- 1954—1957 годы — секретарь Великого Национального собрания,
- 1957—1958 годы — министр юстиции,
- 1958—1961 годы — министр иностранных дел,
- 1961—1965 годы — заместитель председателя Государственного совета,
- март 1965 год — и. о. председателя Государственного совета Социалистической Республики Румыния.

В 1965—1975 годы — председатель конституционной комиссии Великого Национального собрания;

## Награды и звания
Был награждён орденами Звезды Румынии 1-й степени, Труда 1-й степени, «Апэраря патрией» 2-й степени, орденами «23 августа» 1-й (1964) и 2-й степеней, Тудора Владимиреску 2-й степени (1971).